# The Little Flower Girl (film 1908)
The Little Flower Girl è un cortometraggio muto del 1908. Il nome del regista non viene riportato nei credit del film. Segna l'esordio sullo schermo di Alma Taylor, un'attrice all'epoca ancora giovanissima (aveva solo tredici anni) che sarebbe diventata popolarissima nel Regno Unito lavorando per la casa di produzione Hepworth.

## Produzione
Il film fu prodotto dalla Urban Trading Company.

## Distribuzione
Distribuito dalla Urban Trading Company, il film uscì nelle sale cinematografiche britanniche il 16 maggio 1908.